# Homohelea longicosta
Homohelea longicosta är en tvåvingeart som först beskrevs av Maurice Emile Marie Goetghebuer 1933.  Homohelea longicosta ingår i släktet Homohelea och familjen svidknott.
Artens utbredningsområde är Kongo. Inga underarter finns listade i Catalogue of Life.